# Nils Rosenius
Nils Rosenius (fl. XX secolo) è stato un pattinatore artistico su ghiaccio svedese. Ha vinto la medaglia d'argento al Campionato mondiale nel 1909 pattinando insieme a Valborg Lindahl.

## Palmarès

### Coppie
Con Valborg Lindahl
| Evento                       | 1909                            | 1910                            | 1911                            | 1912 |
| ---------------------------- | ------------------------------- | ------------------------------- | ------------------------------- | ---- |
| Campionati mondiali          | 2°                              |                                 |                                 |      |
| Campionati nazionali svedesi | La competizione non si è svolta | La competizione non si è svolta | La competizione non si è svolta | 2°   |